# Dom Bosco (escola de samba)
O Grêmio Recreativo Cultural Escola de Samba Dom Bosco de Itaquera é uma escola de samba da cidade de São Paulo.
A escola foi fundada a partir da Obra Social Dom Bosco, mantida pela Igreja Católica em Itaquera. Seu fundador é o padre salesiano Rosalvino Moran Vinãyo, que desde então é o presidente da agremiação.

## Segmentos

### Presidentes
| Nome                                     | Mandato           | Ref.  |
| ---------------------------------------- | ----------------- | ----- |
| Rosalvino Moran Vinãyo "Padre Rosalvino" | 2000 - atualidade | [ 3 ] |

### Intérpretes
| Carnavais     | Intérprete oficial                           | Referências |
| ------------- | -------------------------------------------- | ----------- |
| 2011          | Bernadete                                    |             |
| 2012          | Bernadete e Rogério Bola                     |             |
| 2013          | Rubinho Martins                              |             |
| 2014          | Rubinho Martins, Sérgio Oliveira e Reginaldo |             |
| 2015          | Rubinho Martins e Sérgio Oliveira            |             |
| 2016-2017     | Rubinho Martins                              |             |
| 2018-2020     | Renan Bier                                   |             |
| 2022-presente | Rodrigo Xará                                 |             |

### Diretores
| Período | Diretor de Carnaval | Diretor Geral de Harmonia | Mestre de Bateria                               | Diretor Artístico | Ref.  |
| ------- | --- | ------------------------- | ----------------------------------------------- | ----------------- | ----- |
| 2014    | Maria Conceição Serra | Fernando Costa Deodato    | Amaral                                          |                   | [ 3 ] |
| 2015    | |                           | Amaral                                          |                   | [ 4 ] |
| 2016    | Maria Conceição Serra | Fernando Costa Deodato    | Mestre Sosso, Mestre Romarinho e Mestre Augusto |                   | [ 3 ] |
| 2019    | Comissão de carnaval: Carlos Shakila, Juliana Barbosa, Amaral, Fernando Costa, Telma Fernandes e Vera Regina                | Dimas Antunes             | Mestre Amaral                                   |                   |       |
| 2020    | Danilo Dantas | Dimas Antunes             | Meste Bola                                      |                   |       |
| 2022    | Comissão de carnaval: Danilo Dantas, Carlos Shakila, Juliana Barbosa, Vera Regina, Fernando Costa, Telma Fernandes e Amaral | Dimas Antunes             | Mestre Bola                                     |                   |       |
| 2023    | Ronny Potolski e Carlos Shakila                                                                                             | Ricardo Fervorini         | Mestre Bola                                     | Danilo Dantas     |       |

### Coreógrafos
| Período     | Nome          | Ref.  |
| ----------- | ------------- | ----- |
| 2014        | Luana Poletti | [ 3 ] |
| 2018- atual | Luana Poletti | [ 5 ] |

### Casal de Mestre-sala e Porta-bandeira
| Período      | Nome                                | Ref.        |
| ------------ | ----------------------------------- | ----------- |
| 2011-2012    | Tassiane                            |             |
| 2013         | Everson Sena e Michelle Cristina    |             |
| 2014-2015    | Everson Sena e Mariana Barbosa      | [ 3 ] [ 4 ] |
| 2016         | Leonardo Henrique e Mariana Barbosa |             |
| 2017         | Marcio Domingos e Mariana Barbosa   |             |
| 2018         | Marcos Antonio e Mariana Barbosa    |             |
| 2019         | Uillian Cesário e Mariana Barbosa   |             |
| 2020 - atual | Leonardo Henrique e Mariana Barbosa |             |

### Corte de Bateria
| Ano          | Rainha        | Madrinha      | Ref. |
| ------------ | ------------- | ------------- | ---- |
| 2014 - 2022  | Mayra Barbosa |               |      |
| 2023 - Atual | Mayra Barbosa | Mariana Mello |      |

## Títulos
| Títulos Dom Bosco de Itaquera | Títulos Dom Bosco de Itaquera | Títulos Dom Bosco de Itaquera | Títulos Dom Bosco de Itaquera |
|                               | Divisão                       | Total                         | Ano                           |
| ----------------------------- | ----------------------------- | ----------------------------- | ----------------------------- |
|                               | 2-UESP                        | 1                             | 2009                          |
|                               | 3-UESP                        | 1                             | 2008                          |

## Carnavais
| Dom Bosco | Dom Bosco | Dom Bosco | Dom Bosco | Dom Bosco | Dom Bosco     |
| Ano       | Colocação | Grupo | Enredo | Carnavalesco | Ref.          |
| 1999      | Campeã | Grupo de Seleção | Dom Bosco e Suas Conquistas | Comissão de Carnaval                                                                                                   |               |
| --------- | --- | --- | --- | --- | ------------- |
| 2000      | Vice-campeã | Espera | 500 Anos de Brasil | Comissão de Carnaval                                                                                                   |               |
| 2001      | 7º lugar | 3-UESP | Brasil Mostra Tua Cara - Vida Sim, Drogas Não! | Rita de Cássia Salomão                                                                                                 |               |
| 2002      | 6º lugar | 3-UESP | Odisséia Marinha - Os Mares Pedem Socorro | Rita de Cássia Salomão                                                                                                 |               |
| 2003      | Vice-campeã | 3-UESP | O Mundo Mágico da Criança | Rita de Cássia Salomão                                                                                                 |               |
| 2004      | 6º lugar | 2-UESP | Itaquera, Sem Regresso, da Maria Fumaça ao Progresso | Rita de Cássia Salomão                                                                                                 |               |
| 2005      | Vice-campeã | 2-UESP | Duzentos anos de glórias, famílias que fizeram e fazem a nossa história                                                                                                   | Rita Salomão e Robson Silva                                                                                            |               |
| 2006      | 9º lugar | 1-UESP | Educação é Coisa do Coração, é Semear o Amor Para Colher a Paz | Róbson Silva |               |
| 2007      | 8º lugar | 2-UESP | Da criação do universo, ao universo das criações. Na transformação da vida, "O ser e o Poder"                                                                             | Róbson Silva |               |
| 2008      | Campeã | 3-UESP | Brasil, Um Jardim de Rosas Negras | Róbson Silva |               |
| 2009      | Campeã | 2-UESP | Vou Caprichar! Vou Garantir! Dom Bosco Traz o Sorriso do Amazonas: A Fascinante Parintins                                                                                 | Robson Silva |               |
| 2010      | 8º lugar | 1-UESP | Do Fascínio dos Deuses Para a Mão do Mestre-Sala... Um Leque de Emoções, na Odisséia dos Esplendores                                                                      | Robson Silva |               |
| 2011      | 3º lugar | 1-UESP | Divinas senhoras, donas da humanidade. Mães...seres de luz que nos guiam rumo à felicidade                                                                                | Robson Silva |               |
| 2012      | 8º lugar | 1-UESP | Da verde flora Aíris ao gigante visionário das Américas. Aricanduva - mito paulistano no coração da zona leste                                                            | Robson Silva |               |
| 2013      | 9º lugar | 1-UESP | Dom Bosco traz os casais pra avenida. Casando o samba com a fascinação... por onde for, quero ser seu par!                                                                | Robson Silva |               |
| 2014      | 6º lugar | 1-UESP | Da Criação triunfal ao caos atual… SOS a Terra pede paz, amor e união aos homens de bem! Compositores: Marcelo Marcondes, Jorge Eduardo e Jimi Oliveira.                  | Babu Energia | [ 6 ]         |
| 2015      | 4° lugar | 1-UESP | Dom Bosco: 200 anos de Amor ao próximo... Um presente para o mundo! Compositores: Luiz Magrego, Tatu e Marquinho.                                                         | Babu Energia | [ 4 ]         |
| 2016      | 3º lugar | 1-UESP | Francisco: de Assis a Roma... Eu vim para servir Compositores: Magrego, Marquinho e Tatu.                                                                                 | Babu Energia |               |
| 2017      | 3º lugar | 1-UESP | Puxe o fole sanfoneiro que o show vai começar. Bate palma minha gente, meu Sertão vai desfilar Compositores: Nelson A. Valentim e Samuel R. Valentim.                     | Babu Energia |               |
| 2018      | 4° lugar | Acesso 2 | Bem-aventurados os homens e mulheres de boa vontade... Compositores: Marcos Thiago Motta, Laerte Vieira, Acerola de Angola, Cacá Camargo, Raphael Maslionis e Rafael Mão. | Flávio Campello | [ 7 ]         |
| 2019      | 3º lugar | Acesso 2 | Paz, amor e revolução - A juventude em transformação Compositores: Dom Marcos, Ronny Potolski, Antonio Júnior, Sandro Deco e Godoi.                                       | Danilo Dantas | [ 8 ]         |
| 2020      | 3º lugar | Acesso 2 | O Importante é que emoções eu vivi Compositores: Compositores: Ronny Potolski, Godoi, Turko, Thiago de Xangô, Maradona, Celsinho Mody e Rafa do Cavaco.                   | Danilo Dantas | [ 9 ]         |
| 2021      | Inicialmente adiados para o mês de julho, os desfiles do Carnaval 2021 foram cancelados devido a pandemia de Covid-19. | Inicialmente adiados para o mês de julho, os desfiles do Carnaval 2021 foram cancelados devido a pandemia de Covid-19. | Inicialmente adiados para o mês de julho, os desfiles do Carnaval 2021 foram cancelados devido a pandemia de Covid-19.                                                    | Inicialmente adiados para o mês de julho, os desfiles do Carnaval 2021 foram cancelados devido a pandemia de Covid-19. | [ 10 ]        |
| 2022      | 6º lugar | Acesso 2 | O Alimento da alma é o Dom do conhecimento Compositores: Compositores: Ronny Potolski, Turko, Maradona e Rafa do Cavaco.                                                  | Danilo Dantas | [ 11 ] [ 12 ] |
| 2023      | Vice-Campeã | Acesso 2 | Sinfonia Brasileira, uma aquarela em poesia Compositores: Turko, Maradona, Rafa do Cavaco, Fabio Souza e Ronny Potolski.                                                  | Comissão de Carnaval (Danilo Dantas, Alexandre Callegari, Rogério Sapo, Rodrigo Dias e Raphael Soares)                 | [ 13 ]        |
| 2024      | 3º lugar | Acesso 1 | Um causo arretado de um povo pra lá de valente... O cordel de um nordeste independente                                                                                    | Danilo Dantas | [ 14 ]        |
| 2025      | 5º lugar | Acesso 1 | O Circo Místico das Ilusões Compositores: Turko, Rafa do Cavaco, Fábio Souza, Lucas Donato e Mateus Pranto.                                                               | Fábio Gouveia |               |
| 2026      | | Acesso 1 | Mariama, Mãe de todas as raças, Mãe de todas as cores, Mãe de todos os cantos da terra                                                                                    | |               |